# Prise de Güiria
Campagne d'Orient (1813)
(Guerre d'indépendance du Venezuela)
Batailles
m
- Güiria
- Irapa
- Maturín (1re)
- Maturín (2e)
- Alto de Los Godos

La prise de Güiria est un affrontement militaire de la guerre d'indépendance du Venezuela entre les républicains vénézuéliens commandés Santiago Mariño et les forces royalistes espagnoles dirigées par Juan Gabazo. Effectuée le 13 janvier 1813, c'est la première bataille de la campagne d'Orient effectuée par Mariño pour libérer la partie orientale du Venezuela du joug espagnol.

## Déroulement
Après avoir débarqué sur la pointe est de la péninsule de Paria en provenance l'îlot de Chacachacare, Santiago Mariño assaille et prend la ville de Güiria le 13 janvier 1813 grâce à une attaque de type commando.

## Conséquences
La prise de la ville permet à José Francisco Bermúdez de l'utiliser comme tête de pont pour lancer son expédition sur Cumaná. Le 15 janvier, il prend Irapa, qui est sur sa route.